# René Guénon

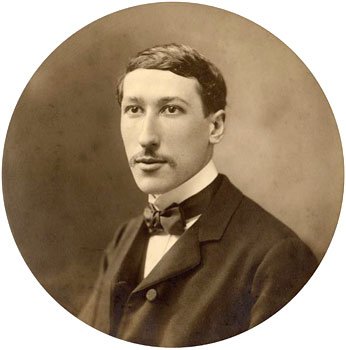
René Guénon, 1925

René Jean-Marie Joseph Guénon (später Abdel Wahid Yahia; * 15. November 1886 in Blois; † 7. Januar 1951 in Kairo) war ein französischer Metaphysiker und esoterischer Schriftsteller. Guénon gilt als Begründer der Traditionalistischen Schule.

## Lebensweg
Als Junge war Guénon so schwächlich, dass er jahrelang zu Hause unterrichtet wurde. Erst mit zwölf Jahren besuchte er eine öffentliche Schule. Nach deren Abschluss 1903 begann Guénon in Paris Mathematik zu studieren, verlegte sich schließlich aber auf die Philosophie.
René Guénon wurde im Jahre 1912 von Ivan Aguéli alias Abdul Hâdi, einem schwedischstämmigen Wandersufi und Maler, in die Tariqa Schadhiliyya, einen traditionellen Sufiorden, initiiert und nahm den Sufinamen Abdel Wahid Yahia an. Guénon war zu diesem Zeitpunkt 26 Jahre alt und hatte sich in diversen okkultistischen und freimaurerischen Zirkeln bewegt; er erhielt auch Einweihungen in indische und taoistische Lehren, durch einen mysteriösen Hadji Sharif und seinen Bekannten Matgioi (eigentlich: Albert de Pouvourville). Im selben Jahr heiratete er (katholisch) Berthe Loury. Kurz darauf begann er in einer antifreimaurerischen Zeitschrift zu publizieren und Studien über die christliche Symbolik, Ikonographie und Dante zu betreiben. Seine (abgelehnte) Dissertation über die Hindulehren und sein erstes Buch (gegen die Theosophie) wurden 1921 fertig.
Nachdem Guénon in jungen Jahren in Pariser Okkult-Kreisen verkehrt hatte, übte er scharfe Kritik an allen Okkultismus-Formen, insbesondere an denen der Theosophischen Gesellschaft der Madame Blavatsky, über die er ein sehr kritisches Werk schrieb, in dem er sich auch mit dem O.T.O. und dem Golden Dawn auseinandersetzte. Guénon behauptete, die Theosophische Gesellschaft spiele eine antitraditionelle Rolle und werde unter anderem von englischen Geheimdiensten etwa in Indien benutzt; jedoch im Dienste der Gegeninitiation.
Der Sufismus Guénons blühte im Verborgenen und wenige dürften davon gewusst haben, bevor er 1930, nach dem Tod seiner französischen Frau, nach Ägypten reiste, um in Kairo nach Sufischriften zu suchen. Bald hatte Guénon die arabische Kleidung übernommen und beherrschte die Sprache vollkommen. 1934 heiratete der zum Islam konvertierte und zum Scheich Abdel Wahid Yahia gewordene Guénon die wesentlich jüngere und des Lesens und Schreibens unkundige Fatma Hanem, die während seines Lebens zwei gemeinsame Töchter und einen Sohn gebar (ein zweiter Sohn kam erst nach seinem Tod zur Welt). Guénon war in Ägypten häufig umgezogen, lebte aber zumeist im Zentrum Kairos, dann in Dokki, ab 1946 fest in Kairo. Im Jahre 1949 wurde ihm die ägyptische Staatsbürgerschaft verliehen.
Am 7. Januar 1951, um 23.00 Uhr Ortszeit, starb Abdel Wahid Yahia im Alter von 64 Jahren.

## Rezeption
Guénon hat ein breit gefächertes Werk hinterlassen und es haben sich verschiedene Gruppen gebildet, die einen Aspekt des Guénonschen Erbes vertreten und sich gegenseitig bekämpfen. Einer seiner Schüler war der aus Rumänien stammende Diplomat Michael Valsan, der sein Werk konsequent fortzusetzen suchte. Nur kurzzeitig Guénons Schüler und bald in Uneinigkeit geschieden war Frithjof Schuon, mit dem Guénon jedoch später eine Freundschaft verbinden sollte.
Guénon unterscheidet einiges von dem oft im Zusammenhang mit ihm genannten italienischen Kulturphilosophen Julius Evola, so stellte Evola die Kshatriya-Kaste gleichberechtigt neben die der Brāhmanen, was Guénon nicht tat. Ebenfalls von Guénon beeinflusst waren seine Landsfrau Maximine Portaz, die sich Savitri Devi nannte, sowie der deutsche Philosoph Leopold Ziegler, welcher insbesondere in seinen Werken Überlieferung (1936) und Menschwerdung (1948) Guénons Lehre unter christlich-katholischen Vorzeichen weiterführte.
Guénon wird häufig als einflussreich für die politische Philosophie Steve Bannons dargestellt. Vor allem das apokalyptische Geschichtsbild Guénons, das in der Vernichtung des Templerordens sowie dem Westfälischen Frieden den Beginn des spirituellen Niedergangs des Westens sieht, wird dabei angeführt.

## Werke
- Introduction générale à l’étude des doctrines Hindoues. 1921.
  - dt. Ausgabe: Einführung in das Studium der hinduistischen Lehre, BoD, Norderstedt 2023, ISBN 978-3-7568-8319-6
- Le Théosophisme: Histoire d’une pseudo-religion. 1921.
- L’erreur spirite. 1923.
- Orient et Occident. 1924.
  - dt. Ausgabe: Osten und Westen, BoD, Norderstedt 2023, ISBN 978-3-7460-0619-2
- L’homme et son devenir selon le Vedânta. 1925.
  - dt. Ausgabe: Der Mensch und sein Werden nach der Vedanta, BoD, Norderstedt 2023, ISBN 978-3-7568-1311-7
- L’ésotérisme de Dante. 1925.
  - dt. Ausgabe in: Aspekte der christlichen Esoterik, BoD, Norderstedt 2023, ISBN 978-3-7347-2617-0
- Le Roi du Monde. 1927.
  - dt. Ausgabe: Der König der Welt. O. W. Barth, Planegg 1956; Aurum-Verlag, Freiburg 1987, ISBN 3-591-08225-2.
  - dt. Ausgabe: Der König der Welt / Geistige Autorität und weltliche Macht, BoD, Norderstedt 2023, ISBN 978-3-7386-3165-4
- La crise du monde moderne. 1927.
  - dt. Ausgabe: Die Krisis der Neuzeit. Hegner, Köln 1950. (Digitalisat)
  - dt. Ausgabe: Die Krise der modernen Welt, Matthes & Seitz, Berlin 2020.
  - dt. Ausgabe: Die Krise der modernen Welt & Ergänzende Betrachtungen, BoD, Norderstedt 2023, ISBN 978-3-7557-4144-2
- Autorité Spirituelle et Pouvoir Temporel. 1929.
  - dt. Ausgabe: Der König der Welt / Geistige Autorität und weltliche Macht, BoD, Norderstedt 2023, ISBN 978-3-7386-3165-4
- Saint-Bernard. 1929.
  - dt. Ausgabe in: Aspekte der christlichen Esoterik, BoD, Norderstedt 2023, ISBN 978-3-7347-2617-0
- Le symbolisme de la croix. 1931.
  - dt. Ausgabe: Die Symbolik des Kreuzes. Aurum-Verlag, Freiburg 1987, ISBN 3-591-08192-2.
  - dt. Ausgabe: Die Symbolik des Kreuzes / Die Vielfalt der Zustände des Seins, BoD, Norderstedt 2023, ISBN 978-3-7578-9081-0
- Les états multiples de l’Être. 1932.
  - dt. Ausgabe: Stufen des Seins. Die Vielzahl der Welten. Aurum-Verlag, Freiburg 1987, ISBN 3-591-08193-0.
  - dt. Ausgabe: Die Symbolik des Kreuzes / Die Vielfalt der Zustände des Seins, BoD, Norderstedt 2023, ISBN 978-3-7578-9081-0
- La metaphysique orientale. 1939.
  - dt. Ausgabe in: Studien über den Hinduismus, BoD, Norderstedt 2023, ISBN 978-3-7481-9100-1
- Le règne de la quantité et les signes des temps. 1945.
  - dt. Ausgabe: Die Herrschaft der Quantität und die Zeichen der Zeit, BoD, Norderstedt 2023, ISBN 978-3-7557-7618-5
- Aperçus sur l’initiation. 1946.
  - dt. Ausgabe: Einblicke in die Initiation, BoD, Norderstedt 2023, ISBN 978-3-7578-3080-9
- Les principes du calcul infinitésimal. 1946.
- La Grande Triade. 1946.
  - dt. Ausgabe: Die Große Triade, BoD, Norderstedt 2023, ISBN 978-3-7578-1146-4

Nach seinem Tod aus seinen Aufsätzen zusammengestellte Werke:
- Initiation et réalisation spirituelle. 1952.
  - dt. Ausgabe: Initiation und geistige Verwirklichung, BoD, Norderstedt 2023, ISBN 978-3-7583-0781-2
- Aperçus sur l’ésotérisme chrétien. 1954.
  - dt. Ausgabe in: Aspekte der christlichen Esoterik, BoD, Norderstedt 2023, ISBN 978-3-7347-2617-0
- Symboles de la Science Sacrée. 1962.
  - dt. Ausgabe: Traditionelle Symbolik, BoD, Norderstedt 2023, ISBN 978-3-7578-6267-1
- Études sur la Franc-Maçonnerie et le Compagnonnage. 1964.
- Études sur l’Hindouisme. 1966.
  - dt. Ausgabe: Studien über den Hinduismus, BoD, Norderstedt 2023, ISBN 978-3-7481-9100-1
- Formes traditionelles et cycles cosmiques. 1970.
- Aperçus sur l’ésotérisme islamique et le Taoïsme. 1973.
- Comptes rendus. 1973.
- Mélanges. 1976.
- Écrits pour Regnabit. 1999.
- Articles et comptes rendus. Bd. 1. 2002.